# 2006
2006 (rimski zapis MMVI) je bilo navadno leto, ki se je po gregorijanskem koledarju začelo in končalo na nedeljo. Leto 2006 ustreza letoma 5766-5767 v hebrejskem in letoma 1426-1427 v islamskem koledarju.
Katoliška in evangeličanska velika noč je bila 16. aprila, pravoslavna pa teden kasneje, 23. aprila. 29. januarja je bilo kitajsko novo leto – začetek leta 4704, leta psa. Muslimansko novo leto (1427) se je začelo ob Sončevem zahodu 30. januarja, judovsko novo leto (5767) pa ob Sončevem zahodu 22. septembra.

## Posvetitve
- mednarodno leto puščav in dezertifikacije
- Rembrandtovo leto, ob 400. obletnici njegovega rojstva
- Mozartovo leto, ob 250. obletnici njegovega rojstva
- Teslovo leto, ob 150. obletnici njegovega rojstva
- Aspergerjevo leto, ob 150. obletnici njegovega rojstva
- Ibsenovo leto, ob 100. obletnici njegovega smrti
- Linhartovo leto, ob 250. obletnici njegovega rojstva

## Letni časi
Začetek letnih časov: 
- pomlad: 20. marec ob 19h 26min
- poletje: 21. junij ob 13h 26min
- jesen: 23. september ob 5h 3min
- zima: 22. december ob 1h 22min

## Dogodki

### Januar – april
- 1. januar – ruski dobavitelj Gazprom izklopi dobavo zemeljskega plina Ukrajini zaradi nesoglasij o cenah.
- 4. januar – izraelski premier Ariel Šaron utrpi možgansko kap, po kateri ostane v komi do smrti osem let pozneje.
- 15. januar – Nasina sonda Stardust uspešno vrne na Zemljo vzorce s kometa Wild 2.
- 16. januar – Ellen Johnson Sirleaf prevzame položaj predsednice Liberije kot prva ženska, izvoljena na tak položaj v zgodovini Afrike.
- 19. januar – Cerkniško jezero je vpisano med mokrišča mednarodnega pomena (Ramsarsko mokrišče)
- 26. januar – fizik Stanislav Južnič v Narodni in univerzitetni knjižnici v Ljubljani odkrije dragoceno knjigo poljskega astronoma Nikolaja Kopernika De Revolutionibus iz leta 1566, nekoč last ljubljanskih jezuitov.
- 26. januar –  na parlamentarnih volitvah v Palestini zmaga skrajno gibanje Hamas.
- 29. januar – na lokalnih posvetovalnih referendumih prebivalci odločijo o ustanovitvi 12 novih slovenskih občin: Apače, Cirkulane, Kostanjevica na Krki, Sveta Trojica v Slovenskih Goricah, Središče ob Dravi, Makole, Poljčane, Mokronog - Trebelno, Renče - Vogrsko, Sveti Tomaž, Straža in Šmarješke Toplice.
- 3. februar – v Rdečem morju potone egiptovski trajekt s 1400 potniki-romarji iz Meke na krovu, reševalci jih rešijo iz vode manj kot 400.
- 10.–26. februar – v italijanskem Torinu potekajo dvajsete zimske olimpijske igre.
- 17. februar – na otoku Leyte na Filipinih pod zemeljskim plazom po uradnih podatkih umre več kot 1100 ljudi.
- 22. februar – Papež Benedikt XVI. sporoči imena novoimenovanih kardinalov, med njimi je tudi nekdanji ljubljanski nadškof, Franc Rode.
- 10. marec – Nasina sonda Mars Reconnaissance Orbiter vstopi v tir okrog Marsa in prične z analizo površine.
- 11. marec – v zaporniški celici Mednarodnega sodišča za vojne zločine na območju nekdanje Jugoslavije umre nekdanji jugoslovanski voditelj Slobodan Milošević.
- 15. marec – z resolucijo Generalne skupščine OZN je ustanovljen Svet Združenih narodov za človekove pravice.
- 29. marec – v Sloveniji je viden delni Sončev mrk.
- 6. april – prične se gradnja hrvaške avtoceste A11.
- 11. april – sonda Venus Express Evropske vesoljske agencije vstopi v tir okrog Venere.

### Maj – avgust
- 21. maj – črnogorski volivci na referendumu podprejo neodvisnost od skupnosti s Srbijo.
- 27. maj – v potresu z močjo 6,3 stopnje po momentni lestvici, ki strese indonezijski otok Java, umre skoraj 6000 ljudi, več kot 36.000 je ranjenih.
- 27. maj – odprta je Hidroelektrarna Boštanj, prva delujoča hidroelektrarna v projektu izgradnje petih spodnjesavskih hidroelektrarn.
- 3. junij – Črna gora razglasi neodvisnost skladno z rezultatom majskega referenduma.
- 7. junij – v letalskem napadu v Bakubi je ubit Abu Musab al Zarkavi, vodja teroristične mreže v Iraku.
- 9. junij–9. julij – v Nemčiji poteka svetovno nogometno prvenstvo, naslov prvaka osvoji italijanska reprezentanca.
- 1. julij – odprta je železniška povezava med kitajsko provinco Šinghaj in Laso v Tibetu.
- 9. julij – v eksploziji tovornjaka z eksplozivom v Ingušetiji je ubit vodja čečenskih upornikov Šamil Basajev.
- 11. julij – v koordiniranih bombnih napadih na potniške vlake v indijskem mestu Mumbaj umre več kot 200 ljudi.
- 12. julij – 
  - izraelske sile vdrejo v Libanon v odziv na Hezbolahov napad na izraelske vojake, dva dni kasneje razglasi Hezbolah vojno proti Izraelu.
  - v Sloveniji se prične obdobje informativnega dvojnega označevanja cen v pripravah na prevzem evra.
- 23. julij – v prekmurskih Ižakovcih je odprta ena največjih bioplinarn v Evropi, ki naj bi z elektriko oskrbovala 3.000 gospodinjstev.
- 11. avgust – Varnostni svet OZN soglasno sprejme resolucijo o končanju libanonske vojne.
- 19. avgust–13. september – na Japonskem poteka Svetovno prvenstvo v košarki, prvo, na katerega se je uspelo uvrstiti slovenski reprezentanci.
- 22. avgust – Mednarodni matematični kongres podeli Grigoriju Perelmanu Fieldsovo medaljo za dokaz Poincaréjeve domneve, Perelman priznanje zavrne.
- 24. avgust – 
  - 18-letna Avstrijka Natascha Kampusch po osmih letih ujetništva pobegne ugrabitelju Wolfgangu Priklopilu.
  - generalna skupščina Mednarodne astronomske zveze (IUA) sprejme novo definicijo planeta, po kateri Pluton nima več tega statusa.

### September – december
- 16. september – papež Benedikt XVI. razburi muslimane s spornim javnim predavanjem.
- 9. oktober – Severna Koreja oznani, da je izvedla prvi jedrski preskus.
- 13. oktober – 
  - Južnokorejski diplomat Ban Ki-moon je izvoljen za novega generalnega sekretarja OZN.
  - Vladimir Kramnik osvoji naslov svetovnega šahovskega prvaka na svetovnem prvenstvu v ruski Elisti.
- 22. oktober – slovenski volivci v prvem krogu lokalnih volitev izbirajo župane slovenskih občin (drugi krog 12. novembra).
- 12. november – v Južni Osetiji poteka referendum o odcepitvi od Gruzije, rezultata (99 % volivcev za) mednarodna skupnost ne prizna.
- 11. december – Felipe Calderón pošlje vojsko nad narkokartele in sproži mehiško mamilarsko vojno.
- 13. december – kitajski rečni delfin je po zaključku neuspešne odprave po Jangceju razglašen za izumrlega.
- 30. december – ETA izvede bombni napad na letališče v Madridu, s čimer se konča devetmesečno premirje.

## Rojstva
2. maj – Gianna Bryant (Gigi), mlada košarkarica

## Smrti
- 4. januar – šejk Maktum bin Rašid al Maktum, savdski emir Dubaja (* 1943)
- 21. januar – Ibrahim Rugova, kosovsko-albanski politik (* 1944)
- 13. februar – Peter F. Strawson, angleški filozof (* 1919)
- 28. februar – Owen Chamberlain, ameriški fizik, nobelovec (* 1920)
- 11. marec – Slobodan Milošević, srbski politik (* 1941)
- 27. marec – Stanisław Lem, poljski pisatelj (* 1921)
- 11. april – Majda Sepe, slovenska pevka (* 1937)
- 29. april – John Kenneth Galbraith, kanadsko-ameriški ekonomist (* 1908)
- 3. maj – Karel Appel, nizozemski avantgardni umetnik (* 1921)
- 25. maj – Desmond Dekker, jamajški glasbenik (* 1941)
- 30. maj – Boštjan Hladnik, slovenski filmski in gledališki režiser (* 1929)
- 7. junij – Abu Musab al-Zarkavi, jordanski terorist (* 1966)
- 23. junij – 
  - Aaron Spelling, ameriški producent (* 1923)
  - Nace Šumi, slovenski umetnostni zgodovinar (* 1924)
- 7. julij – Syd Barrett, angleški rock glasbenik (* 1946)
- 9. julij – Šamil Basajev, čečenski terorist (* 1965)
- 21. julij – Breda Pogorelec, slovenska jezikoslovka (* 1928)
- 16. avgust – Alfredo Stroessner, paragvajski general in politik (* 1912)
- 30. avgust – Nagib Mahfuz, egiptovski pisatelj, nobelovec (* 1911)
- 4. september – Steve Irwin, avstralski zoolog in televizijski voditelj (* 1962)
- 10. september – Masao Abe, japonski budistični filozof (* 1915)
- 15. september – Oriana Fallaci, italijanska novinarka (* 1929)
- 27. september – Bruni Löbel, nemška igralka (* 1920)
- 29. september – Roža Piščanec, slovenska slikarka in ilustratorka (* 1923)
- 7. oktober – Ana Politkovska, ruska novinarka (* 1958)
- 21. oktober – Daryl Duke, kanadski režiser (* 1929)
- 2. november – Miroslav Zei, slovenski biolog (* 1914)
- 16. november – Milton Friedman, ameriški ekonomist, nobelovec (* 1912)
- 19. november – Ernest Aljančič starejši, slovenski hokejist, hokejski trener in nogometaš (* 1916)
- 5. december – David Bronštejn, ukrajinski šahist (* 1924)
- 10. december – Augusto Pinochet, čilenski general in politik (* 1915)
- 21. december – Saparmurat Nijazov, turkmenski politik (* 1940)
- 25. december – James Brown, ameriški pevec (* 1933)
- 26. december – Gerald Ford, ameriški pravnik in politik (* 1913)
- 30. december – Sadam Husein, iraški general in politik (* 1937)

## Nobelove nagrade
- fizika: John C. Mather in George F. Smoot
- kemija: Roger D. Kornberg
- fiziologija ali medicina: Andrew Z. Fire in Craig C. Mello
- književnost: Orhan Pamuk
- mir: Mohamed Junus in Grameen Bank
- ekonomija: Edmund Phelps